# Косово (Клінський район)
Косово (рос. Косово) — село Клинського району Московської області (Росія), входить до складу міського поселення Високовськ.
Станом на 2010 рік населення становило 2 чоловік. 
Російською – Косово
.